# Рейнгольд, Говард
Говард Рейнгольд (англ. Howard Rheingold; род. 7 июля 1947, Финикс) — американский социолог, критик, писатель. Специализируется на изучении культурных, социальных и политических влияний на медиасферу современности (Интернет, мобильная связь, виртуальные сообщества). Впервые предсказал и описал такое явление как смартмоб.
Редактор Whole Earth Review и Millennium Whole Earth Catalog, участник виртуального сообщества WELL.
Считается одним из «диджерати» — членом элиты сетевых сообществ и компьютерных технологий.

## Биография
Родился 7 июля 1947 года в Финиксе, штат Аризона. Он окончил Рид-колледж в Портленде, штат Орегон, в 1968 году. Его главная диссертация была названа «Какая жизнь может сравниться с этой? Сидя в одиночестве у окна, я наблюдаю, как распускаются цветы, опадают листья, сменяются времена года».

Он работал в Институте ноэтических наук и научно-исследовательском центре Xerox PARC. Он писал о самых первых персональных компьютерах. В 1985 году он написал книгу «Tools for Thought» («Инструменты для мышления»). Примерно в то же время он впервые вступил в одно из старейших сетевых сообществ The WELL. Он изучил этот опыт в своей основополагающей книге «The Virtual Community»/ «Виртуальное сообщество». 

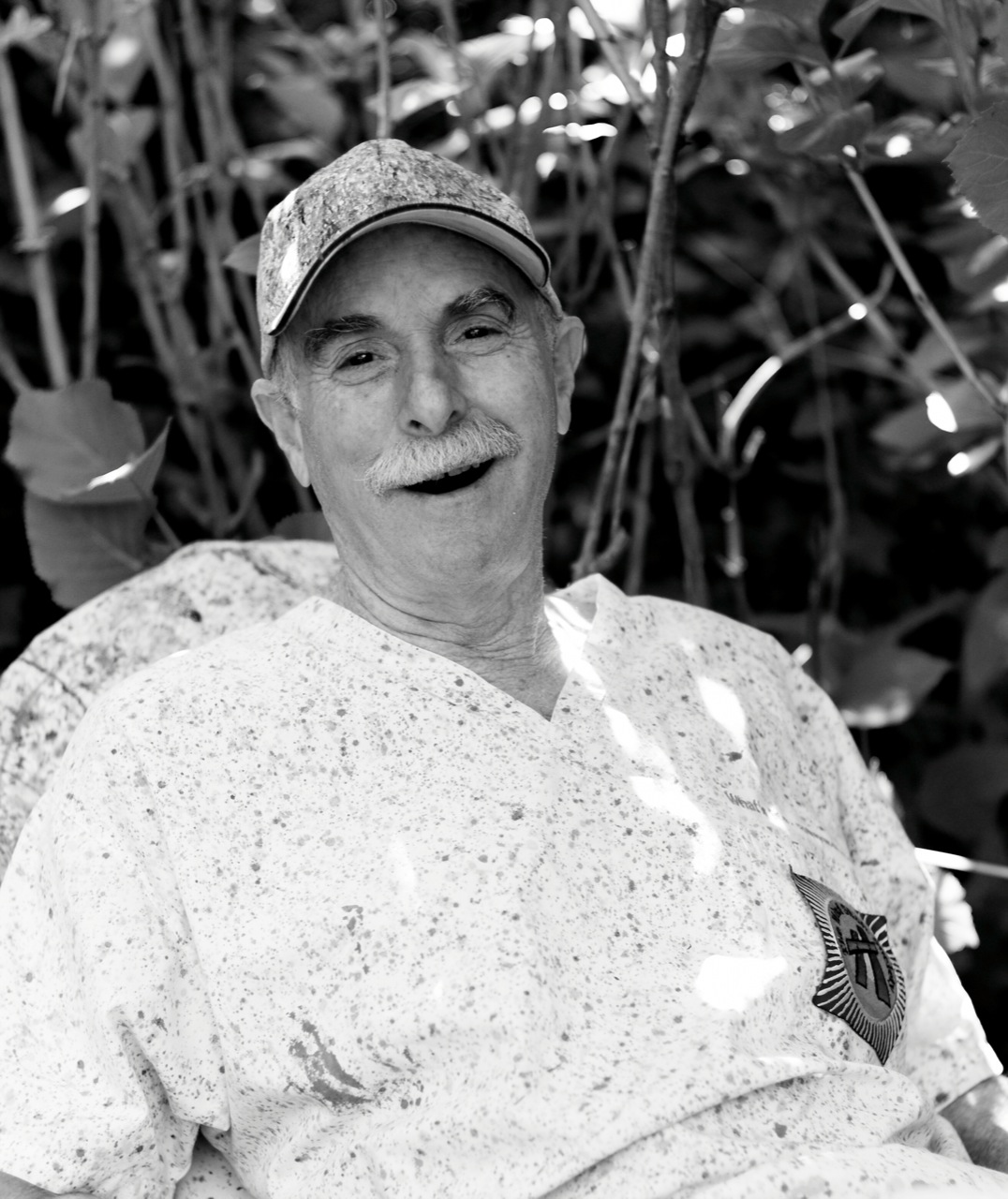
Рейнгольд, Говард

## Книги
- Рейнгольд Г. Умная толпа: Новая социальная революция. — М.: Фаир-пресс, 2006. — 416 с. ISBN 5-8183-1004-3 (рус.); ISBN 0-7382-0861-2 (англ.)
- Рейнгольд Г., The Virtual Community — Perennial, 1994 ISBN 0-06-097643-8 (Твёрдая обложка) — ISBN 0-262-68121-8 (2000 издание в мягком переплёте)